# Koya Kitagawa
Koya Kitagawa (født 26. juli 1996) er en japansk fodboldspiller. Han er medlem af Japans fodboldlandshold.

## Japans fodboldlandshold
| Japans landshold | Japans landshold | Japans landshold |
| År               | Kmp              | Mål              |
| ---------------- | ---------------- | ---------------- |
| 2018             | 3                | 0                |
| Total            | 3                | 0                |